# Пшеничнюк, Александр Александрович
Алекса́ндр Алекса́ндрович Пшеничню́к (укр. Олександр Олександрович Пшеничнюк; род. 1 мая 2006, Одесса) — украинский футболист, полузащитник одесского «Черноморца».

## Биография
Воспитанник днепровского УФК, в футболке которого с 2019 по 2022 год выступал в ДЮФЛУ. В начале июля 2022 года перешёл в одесский «Черноморец». В течение двух сезонов выступал за «моряков» в юношеском чемпионате Украины. В преддверии старта сезона 2024/25 переведён в первую команду «Черноморца». В футболке одесского клуба дебютировал 3 августа 2024 года в проигранном (0:1) выездном поединке 1-го тура Премьер-лиги Украины против криворожского «Кривбасса». Александр вышел на поле на 73-й минуте вместо Кирилла Попова.